# Julius Kindler von Knobloch
Johann Julius Sigismund Kindler von Knobloch (* 5. Mai 1842 in Silberberg; † 2. Juni 1911 in Dresden) war ein anhaltischer Kammerherr und Hofmarschall, preußischer Oberstleutnant, Mitglied des Preußischen Heroldsamts und der Badischen Historischen Kommission sowie Genealoge.

## Leben und Werk
Kindler war ein Urenkel des Johann Kindler (* um 1720) in Lagowitz im Kreis Meseritz und ein Sohn des preußischen Obristen Johann Georg Friedrich Kindler (1797–1876) und der Agnes Klara Konstanze von Knobloch (1803–1886), der Letzten ihrer Linie. Er wurde in einem preußischen Kadettenhaus ausgebildet. Danach trat er als Offizier in das 5. Artillerie-Regiment ein. Er nahm am Deutsch-Französischen Krieg 1870/71 teil, wobei er an den Schlachten von Wörth und Sedan sowie der Belagerung von Paris beteiligt war. Nach dem Krieg wurde er als Batteriechef des 15. Artillerieregiments in Straßburg stationiert und erhielt durch Allerhöchste Kabinettsorder vom 25. Mai 1872 und Adelsbrief zu Berlin am 30. Januar 1873 den preußischen Adelsstand als Kindler von Knobloch. Anfang der 1880er Jahre nahm er im Rang eines Oberstleutnants seinen Abschied vom Militär. Von 1886 bis 1901 arbeitete er für das königlich-preußische Heroldsamt in Berlin. 1895 bis 1900 war er zudem Hofchef des Prinzen Aribert von Anhalt. Nach dem Ausscheiden aus dem Heroldsamt – aus gesundheitlichen Gründen – übersiedelte er zunächst nach Oberzell, später nach Baden-Baden und schließlich nach Dresden.
1903 wurde er korrespondierendes Mitglied des heraldischen Vereins Herold, Verein für Heraldik, Genealogie und verwandte Wissenschaften zu Berlin.
Sein Hauptwerk ist das im Druck unvollendet gebliebene Oberbadische Geschlechterbuch mit Genealogien vor allem zu oberrheinischen Adelsfamilien. Genealogische Materialien dazu verwahrt sein Nachlass im Generallandesarchiv Karlsruhe.

### Das Oberbadische Geschlechterbuch
1891 plante die Badische Historische Kommission ein Projekt zur Erstellung eines Oberbadischen Geschlechterbuchs zu starten und nahm Kontakt mit Kindler auf. In der XI. Plenarsitzung im November 1892 wurde er mit der Leitung des Projektes betraut. Gemäß der Definition des Projektes sollten Geschlechter des hohen und niederen Adels, sowie des Patriziats aufgenommen werden, sofern sie urkundlich nachgewiesen sind. Zeitlich sollten solche Geschlechter berücksichtigt werden die bereits vor dem Dreißigjährigen Krieg nachweisbar waren, da durch diesen Krieg eine erhebliche Zuwanderung erfolgte. Deren Berücksichtigung hätte den ohnehin schon umfangreichen Stoff weiter aufgebläht. Räumlich sollten die südlich der Oos gelegenen Gebiete des damaligen Großherzogtums Baden mit dem Begriff „oberbadisch“ abgedeckt werden.
- Der erste Band (1898) enthält die Geschlechter mit den Anfangsbuchstaben A; B oder P; D oder T; E; F oder V; G; H (bis Hayinger). Mit 973 Wappen, gezeichnet von Karl von Neuenstein und Heinrich Nahde[7]
- Der zweite Band (1905) enthält die Geschlechter mit den Anfangsbuchstaben H (ab He); I oder Y; C oder K; L. Mit 683 Wappen.
- Der dritte Band (1919) enthält die Geschlechter mit den Anfangsbuchstaben M; N; O; Q; R (bis Rutschi). Mit 439 Wappen.

Die Wappendarstellungen sind ausschließlich schwarz-weiß werden jedoch jeweils durch die Blasonierung ergänzt.
Kindler betreute das Projekt von 1894 bis 1908. Die Bearbeitung ab dem Buchstaben „N“ übernahm Othmar von Stotzingen, der das Werk bis zum Buchstaben „R“ weiterführte. Unter Kindlers Leitung wurden die Bände 1 und 2 herausgegeben, denen von Stotzingen den dritten Band folgen ließ. Das Werk wurde jedoch nie zu Ende geführt.
Seit 2008/2009 stellt die Universitätsbibliothek Heidelberg das Geschlechterbuch als Digitalisat zur Verfügung.

## Werke
- Der alte Adel im Oberelsass. Berlin 1882, Digitalisat
- Das goldene Buch von Straßburg. In: Jahrbuch der k. k. heraldischen Gesellschaft Adler zu Wien, Jg. 1884 (S. 71–131) Teil 1 im Textarchiv – Internet Archive und 1885 (S. 1–91) Teil 2 im Textarchiv – Internet Archive.
- Oberbadisches Geschlechterbuch. Band 1–3 (Buchstaben A-R), Heidelberg 1898–1919, (Digitalisate der UB Heidelberg)